# Friedrich Sämisch
Friedrich „Fritz“ Sämisch (* 20. September 1896 in Charlottenburg bei Berlin; † 16. August 1975 in Berlin-Wannsee) war ein deutscher Schachspieler.

## Privates
Friedrich Sämisch wurde als Sohn eines Schneidermeisters und einer Hausangestellten geboren. Nach dem Konkurs des väterlichen Betriebs setzte ein sozialer Abstieg der Familie ein. Um das Jahr 1910 kam der Vater bei einem Verkehrsunfall ums Leben, daraufhin musste der Junge seine schulische Ausbildung beenden und trat eine Lehre als Buchbinder an. Seit 1915 nahm er als Soldat am Ersten Weltkrieg teil. Er wurde dabei zweimal schwer verwundet und musste mehr als zwei Jahre in Lazaretten zubringen. In dieser Zeit wandte sich Sämisch dem Schachspiel ernsthaft zu, das er im Jahr 1910 „von selbst entdeckt und erlernt“ hatte. Wegen einer Kriegsverletzung (Ulnarislähmung) war er in der Folge nicht mehr in der Lage, in seinem Beruf zu arbeiten.
Im Weiteren dominierte die berufliche Schachlaufbahn sein Privatleben. Im Mai 1928 heiratete Sämisch in Gablonz Aloisia Josefina Fiala, die ihn jedoch noch gegen Ende des gleichen Jahres wieder verließ.
Anfang 1944 geriet Sämisch ins Visier der nationalsozialistischen Justiz. Er wurde am 7. Januar unter dem Vorwurf defätistischer Äußerungen festgenommen. Er hatte während der Zugfahrt zu einem Turnier in Trier  Aussagen gemacht, die ein Spitzel an die Bahnpolizei weiterleitete. Er gelangte für mehr als 4 Monate in Untersuchungshaft und wurde nach der Kriegssonderstrafrechtsverordnung und dem Heimtückegesetz angeklagt. Damit hätte ihm unter Umständen sogar die Todesstrafe gedroht. Am 12. Mai 1944 wurde Sämisch jedoch durch das Oberlandesgericht Kassel freigesprochen.

## Schachliche Laufbahn
Nach vorübergehenden Mitgliedschaften im „Arbeiterschachklub“ Charlottenburg und im Schachklub „Springer“ begann sein aktives Turnierspiel im Herbst 1918, als er der Berliner Schachgesellschaft beitrat. Dort konnte Sämisch bereits in seinem ersten Turnier, dem Winterturnier des Vereins, den 2. Platz erringen. In der Meisterschaft von Berlin 1918 wurde er Dritter, in der Meisterschaft von Berlin 1919 teilte er den 2.–4. Platz. Im Sommer 1920 gewann er das Hauptturnier des Deutschen Schachbundes. 1921 wurde er Zweiter hinter Ehrhardt Post bei der Deutschen Meisterschaft in Hamburg. Angesichts dieser Erfolge beschloss er, seinen Lebensunterhalt als Berufsschachspieler zu verdienen.
In den 1920er Jahren war er einer der stärksten Spieler Deutschlands. Seine größten Erfolge waren ein Wettkampfsieg gegen Richard Réti 1922 (4 Siege, 1 Niederlage, 3 Unentschieden), der Sieg im Turnier von Wien 1921 sowie der 3. Platz hinter Alexander Aljechin und Akiba Rubinstein beim Internationalen Turnier in Baden-Baden 1925. 1929 in Duisburg wurde er Dritter bei der deutschen Einzelmeisterschaft, die Carl Ahues gewann. Sämisch gehört auch zu den wenigen Spielern, die eine Partie gegen den seinerzeit fast unbesiegbaren José Raúl Capablanca gewinnen konnten. Nach einem Eröffnungsfehler des Exweltmeisters gewann Sämisch in ihrer Partie in Karlsbad 1929 eine Figur und die Partie.
Er nahm mit der deutschen Mannschaft an der Schacholympiade 1930 in Hamburg teil und belegte den dritten Platz, der gleiche Erfolg gelang ihm auch bei der inoffiziellen Schacholympiade 1936 in München.
Obwohl Sämisch ein sehr guter Blitzschach-Spieler war, konnte er in Turnierpartien seine Bedenkzeit nicht richtig einteilen, was ihn viele Punkte kostete. Ein Kuriosum ereignete sich bei einem Turnier in Büsum 1969, als er seine 15 Partien alle durch Überschreiten der Bedenkzeit verlor.
Außerdem hält Sämisch den Rekord für die kürzeste durch Zeitüberschreitung verlorene Partie. Trotz einer Bedenkzeit von zweieinhalb Stunden überschritt er in einer Partie 1938 in Prag bereits im 12. Zug die Bedenkzeit.
Bekannt war Sämisch auch wegen seiner Simultan- und Blind-Simultan-Veranstaltungen, wobei er bei letzteren gegen bis zu 20 Gegner gleichzeitig spielte.
Sämisch ging 1923 aus einer Partie gegen Aaron Nimzowitsch, die als „Unsterbliche Zugzwangpartie“ in die Schachgeschichte einging, als Verlierer hervor.
Fritz Sämisch wurde 1950 von der FIDE zum Großmeister ernannt. Seine beste historische Elo-Zahl 2665 erreichte er im Juli 1929.

## Partiebeispiel
|   | a | b | c | d | e | f | g | h |   |
| 8 |   |   |   |   |   |   |   |   | 8 |
| 7 |   |   |   |   |   |   |   |   | 7 |
| 6 |   |   |   |   |   |   |   |   | 6 |
| 5 |   |   |   |   |   |   |   |   | 5 |
| 4 |   |   |   |   |   |   |   |   | 4 |
| 3 |   |   |   |   |   |   |   |   | 3 |
| 2 |   |   |   |   |   |   |   |   | 2 |
| 1 |   |   |   |   |   |   |   |   | 1 |
|   | a | b | c | d | e | f | g | h |   |

In der folgenden Partie besiegte Sämisch im hochklassig besetzten Turnier in Karlsbad 1929 mit den weißen Steinen den Ex-Weltmeister Capablanca.
Sämisch–Capablanca 1:0
Karlsbad, 19. August 1929
Nimzowitsch-Indische Verteidigung, E24
1. d4 Sf6 2. c4 e6 3. Sc3 Lb4 4. a3 Lxc3+ 5. bxc3 d6 6. f3 e5 7. e4 Sc6 8. Le3 b6 9. Ld3 La6 (ein einfacher Eröffnungsfehler des ehem. Weltmeisters) 10. Da4! (gewinnt eine Leichtfigur) Lb7 11. d5 Dd7 12. dxc6 Lxc6 13. Dc2 0–0–0 14. Se2 De6 15. Lg5 h6 16. Lxf6 Dxf6 17. 0–0 h5 18. f4 Dh6 19. Tae1 The8 20. f5 De3+ 21. Kh1 Dc5 22. Dc1 f6 23. Tf3 Th8 24. Db2 a5 25. Tb1 h4 26. Sd4 Ld7 27. Sb3 Dc6 28. Sxa5 Da8 29. Sb3 h3 30. g3 g6 31. fxg6 f5 32. Dc2 Thg8 33. Sd2 f4 34. gxf4 Txg6 35. f5 Tg2 36. Tg1 Tdg8 37. Txg2 hxg2+ 38. Kg1 Dxa3 39. Tg3 Txg3 40. hxg3 La4 41. Db1 Dxc3 42. Sf3 Lb3 43. Kxg2 Lxc4 44. Lxc4 Dxc4 45. Kf2 d5 46. exd5 e4 47. Sd2 Dxd5 48. Ke2 Dxf5 49. Dxe4 Db5+ 50. Kf3 Da5 51. Sc4 Da1 52. g4 Df1+ 53. Kg3 Dg1+ 54. Kh4 Dh2+ 55. Kg5 Kb8 56. Kg6 Ka7 57. g5 b5 58. Se5 c5 59. Dd5 Dc2+ 60. Kf6 b4 61. g6 b3 62. g7 1:0

## Eröffnungsvarianten
Nach Sämisch sind Varianten in zwei Schacheröffnungen benannt.
|   | a | b | c | d | e | f | g | h |   |
| 8 |   |   |   |   |   |   |   |   | 8 |
| 7 |   |   |   |   |   |   |   |   | 7 |
| 6 |   |   |   |   |   |   |   |   | 6 |
| 5 |   |   |   |   |   |   |   |   | 5 |
| 4 |   |   |   |   |   |   |   |   | 4 |
| 3 |   |   |   |   |   |   |   |   | 3 |
| 2 |   |   |   |   |   |   |   |   | 2 |
| 1 |   |   |   |   |   |   |   |   | 1 |
|   | a | b | c | d | e | f | g | h |   |

Das Sämisch-System der Königsindischen Verteidigung: 5. f2–f3
|   | a | b | c | d | e | f | g | h |   |
| 8 |   |   |   |   |   |   |   |   | 8 |
| 7 |   |   |   |   |   |   |   |   | 7 |
| 6 |   |   |   |   |   |   |   |   | 6 |
| 5 |   |   |   |   |   |   |   |   | 5 |
| 4 |   |   |   |   |   |   |   |   | 4 |
| 3 |   |   |   |   |   |   |   |   | 3 |
| 2 |   |   |   |   |   |   |   |   | 2 |
| 1 |   |   |   |   |   |   |   |   | 1 |
|   | a | b | c | d | e | f | g | h |   |

Die Sämisch-Variante der Nimzo-Indischen Verteidigung: 4. a2–a3